# Johann Ludwig Neugeboren
Johann Ludwig Neugeboren (* 2. August 1806 in Mühlbach, Unterwald, Siebenbürgen; † 20. September 1886 in Hermannstadt, Siebenbürgen) war evangelischer Geistlicher und Naturforscher.
Johann Ludwig Neugeboren war der Sohn des evangelischen Bischofs Daniel Georg Neugeboren; der spätere Jurist Karl Neugeboren war sein Bruder.
Neugeboren war als Prediger und Pädagoge bis 1862 in nahezu allen Teilen Siebenbürgens tätig. 1862 berief man ihn zum Pastor von Freck und dieses Amt hatte er bis 1886 inne. Naturkundlich interessiert, betrieb er ab 1849 verstärkt paläontologische Studien und korrespondierte deshalb bereits einige Jahre mit der Königlichen Akademie der Archäologie Belgiens. Vom Präsidium dieser Akademie wurde er dann 1857 zu deren Ehrenmitglied ernannt.

## Schriften
- Lehrbuch der Naturgeschichte als Leitfaden bei Vorlesungen an Gymnasien, mit besonderer Berücksichtigung Siebenbürgens ausgearbeitet. I. Heft. Allgem. Einleitung und Mineralogie. Hermannstadt, 1839.
- Die Gemäldegallerie des freiherrlichen v. Bruckenthalschen Museums in Hermannstadt. Hermannstadt, 1844.
- Die vorweltliche Squalidenzähne aus dem Grobkalk bei Portsesd am Altflusse unweit Tolmatsch. Hermannstadt, 1850.
- Die Hauptkirche der evangelischen Glaubensgenossen A. C. in Hermannstadt. Eine Festgabe. Hermannstadt, 1855.
- Die Foraminiferen aus der Ordnung der Stichostegier von Ober-Lapugy in Siebenbürgen. Mit 5 Tafeln. Wien, 1856.
- Geschichtliches über die siebenbürgische Paläontologie und Literatur derselben (1858)